# Nuret-le-Ferron
Nuret-le-Ferron é uma comuna francesa na região administrativa do Centro, no departamento Indre. Estende-se por uma área de 44 km². Em 2010 a comuna tinha 307 habitantes (densidade: 7 hab./km²).